# Іррігон (Орегон)
Іррігон (англ. Irrigon) — місто (англ. city) в США, в окрузі Марроу штату Орегон. Населення — 2011 особа (2020).

## Географія
Іррігон розташований за координатами 45°53′42″ пн. ш. 119°29′19″ зх. д. / 45.89500° пн. ш. 119.48861° зх. д. (45.895048, -119.488734).  За даними Бюро перепису населення США в 2010 році місто мало площу 3,74 км², з яких 3,35 км² — суходіл та 0,39 км² — водойми.

## Демографія
Згідно з переписом 2010 року, у місті мешкало 1826 осіб у 602 домогосподарствах у складі 463 родин. Густота населення становила 488 осіб/км².  Було 640 помешкань (171/км²).
Расовий склад населення:
| - 76,2 % — білих - 1,4 % — корінних американців - 0,6 % — азіатів - 0,4 % — чорних або афроамериканців - 0,1 % — вихідців з тихоокеанських островів - 18,5 % — осіб інших рас |

До двох чи більше рас належало 2,7 %. Частка іспаномовних становила 32,0 % від усіх жителів.
За віковим діапазоном населення розподілялося таким чином: 31,9 % — особи молодші 18 років, 56,9 % — особи у віці 18—64 років, 11,2 % — особи у віці 65 років та старші. Медіана віку мешканця становила 33,3 року. На 100 осіб жіночої статі у місті припадало 97,0 чоловіків;  на 100 жінок у віці від 18 років та старших — 100,8 чоловіків також старших 18 років.
Середній дохід на одне домашнє господарство  становив 55 035 доларів США (медіана — 51 054), а середній дохід на одну сім'ю — 56 799 доларів (медіана — 52 054). Медіана доходів становила 39 545 доларів для чоловіків та 35 690 доларів для жінок. За межею бідності перебувало 15,8 % осіб, у тому числі 21,4 % дітей у віці до 18 років та 3,4 % осіб у віці 65 років та старших.
Цивільне працевлаштоване населення становило 803 особи. Основні галузі зайнятості: виробництво — 18,6 %, сільське господарство, лісництво, риболовля — 15,3 %, освіта, охорона здоров'я та соціальна допомога — 12,5 %, роздрібна торгівля — 11,2 %.